# Jørn Utzon
Jørn Utzon (9. travnja 1918., Kopenhagen, Danska - † 29. studenog 2008., Kopenhagen) je bio danski arhitekt, najpoznatiji kao autor Sydneyske opere. 

## Životopis
Jørn Utzon dolazi iz jahtarske obitelji. Njegov otac je bio glavni dizajner plovila i Jorn se kroz dizajn brodova i kiparstvo naposljetku odlučio za studij arhitekture u Školi za umjetnost i obrt u Kopenhagenu, gdje je studirao od 1937. – 42. god. Kada je 1942. god. diplomirao, otišao je u neutralnu Švedsku, gdje je za vrijeme rata radio u uredu Hakona Ahlberga. Nakon rata odlazi u Finsku 1946. god., gdje je surađivao s Alvarom Aaltom, koji je zajedno s Gunnarom Asplundom i F. L. Wrightom najviše utjecao na njegov rad. Sljedećih godina proputovao je Maroko, Meksiko, Sjedinjene Američke Države, Kinu, Japan, Indiju i Australiju.
Godine 1950., u Kopenhagenu je osnovao svoj studio gdje je projektirao naprednu arhitekturu inspiriranu prirodom. Počeo je koristiti nove materijale, pogodne za oblikovanje posebnih obilježja koji se primjenjuju u mnogim njegovim dizajnima.
God. 1957., sudjeluje na natječaju za Operu u Sydneyskoj luci i od 230 prijedloga iz više od 30 zemalja, odabran je njegov projekt. Eero Saarinen, predsjednik komisije, je navodno nakon pregleda svih radova i nezadovoljstva komisije predloženim, iz već odbijenih prijedloga izvadio Jørna Utzona i progurao ga kao pobjednika.
Utzon je bio nesvjesno uvučen u političke intrige i dezinformirani novinari su ga na kraju prisilili da se povuče iz projekta prije dovršetka izgradnje 1966. god. Bio je optužen da je strašno podcijenio troškove izgradnje, koji su od izvornih 7 milijuna $, do 1973. porasli na 102 milijuna $ (što je više od 14 puta). To je porazno djelovalo na njegovu karijeru koja je stagnirala gotovo 20 godina. Sydneyska opera je s vremenom prepoznata kao Utzonovo remek-djelo i 20. najfotografiranija građevina stoljeća.
Od 1971. god. Jorn je sa svojom obitelji živio na Mallorci u kući koju je sam izgradio i nazvao po svojoj supruzi, Can Lis. Tu je osnovao arhitektonski ured, u kojemu su radili i njegovi sinovi.
Od 1990-ih, Zaklada Sydneyske Opere se pokušava pomiriti sa slavnim arhitektom i 1999. je postavljen za stalnog savjetnika budućih radova. God. 2003. je dobio Pritzkerovu nagradu za arhitekturu. God. 2004. je prva prostorija u Sydneyskoj Operi koja je urađena prema njegovom projektu, u njegovu čast nazvana „Utzonova soba”, a 2007. god. Sydneyska opera je upisana na UNESCO-ov popis mjesta svjetske baštine u Australiji i Oceaniji.
Preminuo je 29. studenoga 2008. godine u Kopenhagenu, u 90. godini, od srčanog udara koji je uslijedio nakon niza operacija.

## Djela
Jørn Utzon se najviše pamti po tome što je projektirao novu zgradu Sydneyske opere, „tri betonske kupolaste ljuske prekrivene keramičkim crijepom”. U svojoj organičkoj arhitekturi formom, materijalima i funkcijom naglašavao je društvene vrijednosti. Taj pristup je sam Utzon nazivao „aditivna arhitektura”, uspoređujući svoj pristup s načinom kako rastu uzorci u prirodi.
Iako se njegova djela nalaze širom svijeta, najviše djela je završio u rodnoj Danskoj. Njegova Bagsværdska crkva (1968. – 76.) se smatra remek-djelom moderne crkvene arhitekture zahvaljujući svijetlom interijeru osvijetljenom prirodnim svjetlom od sjajno bijelog zavojitog svoda. Godine 1986., u suradnji sa svojim sinovima Janom i Kimom završio je Salon namještaja tvrtke Paustian u Kopenhagenu.
Također je zaslužan i za razvoj stambene arhitekture svojim Kingo kućama kod Helsingøra u Danskoj (1956. – 58.), ali i osobnim kućama na Mallorci, Can Lis (1971.) i Can Feliz (1994.).